# Desmutualización
Se conoce como desmutualización al proceso por el cual una mutualidad pasa a convertirse en una empresa abierta al público, como por ejemplo una sociedad anónima. Los socios mutualistas (propietarios a la vez que beneficiarios de los servicios prestados por la mutualidad) pueden convertirse en accionistas de la nueva empresa o recibir dinero en efectivo. El proceso a la inversa sería una mutualización.

## Proceso
La desmutualización consiste en transformar un mercado accionario en una organización lucrativa, con acciones que pueden ser propiedad de los miembros, las instituciones financieras y el público en general. Bajo este esquema, la rentabilidad y la supervivencia a largo plazo de un mercado depende del valor de sus acciones negociadas, tal y como sucede con cualquier otra compañía que cotice en la bolsa. 
La principal ventaja de la desmutualización de los mercados accionarios es que acaba con el monopolio de propiedad de las empresas miembros, las cuales a menudo rehúsan tomar decisiones que podrían beneficiar al mercado y a las emisoras, porque están en conflicto con sus propios intereses. En particular, la desmutualización le dará a los mercados una mayor libertad para fusionarse, realizar adquisiciones de unos a otros o formar asociaciones, creando así unos cuantos gigantes en verdad globales. Esto ayudará a poner en contacto a los inversionistas extranjeros con las compañías que cotizan en la bolsa local y a los inversionistas locales con las compañías en el extranjero. La eficiencia generada por tales economías de escala puede entonces transferirse a los inversionistas y a las emisoras por igual. 

## Tipos de demutualizaciones
Hay tres métodos generales en los que una organización puede desmutualizarse:
1. Desmutualización completa.

1. Desmutualización patrocinada.

1. Sociedad de cartera mutua.